# Атлаські гори
Атлаські гори — гірський хребет у Магрибі, що відокремлює узбережжя Середземного моря і Атлантичного океану від пустелі Сахара. 
Він простягається приблизно на 2500 км через Марокко, Алжир та Туніс. 
Найвища вершина хребта — Тубкаль, що перебуває в центрі Марокко, з висотою 4167 м.
 
Атлаські гори переважно населені берберами.

У деяких берберських мовах терміни для «гори» — adrar і adras. 
Ймовірно, що ці терміни споріднені з топонімом Атлас. 
Гори також є домом для низки тварин і рослин, які здебільшого зустрічаються в Африці, але деякі з них можна знайти в Європі. Багато з цих видів перебуває під загрозою зникнення, а деякі вже вимерли.

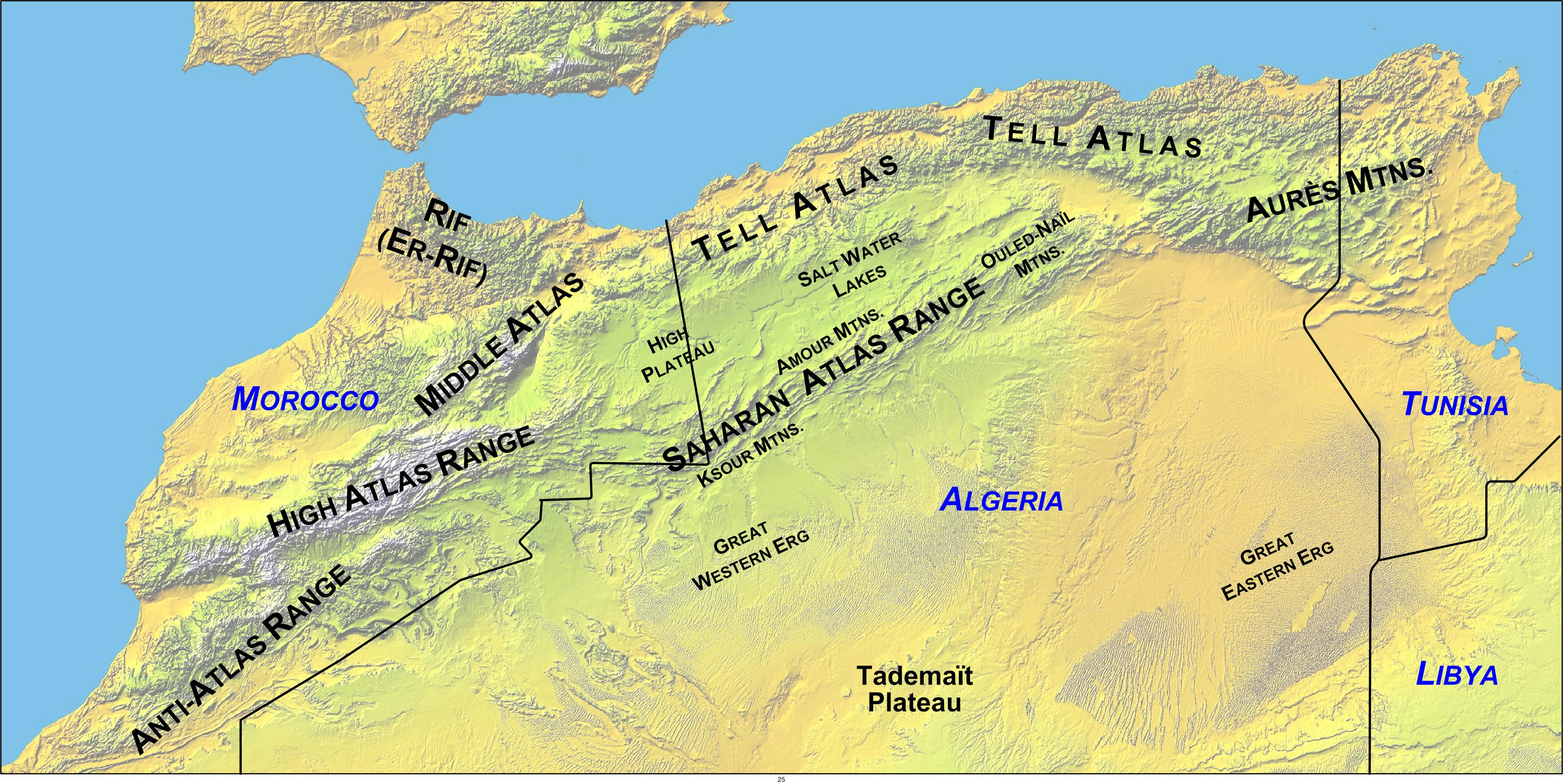
Атлаські гори

Супутниковий знімок снігового покриву в Сахарі, на південних схилах Сахарського Атласу, 7 січня 2018 року

## Географічне положення
Атлаські гори простягнулися на 2400 км від Атлантичного узбережжя Марокко до затоки Габес у Тунісі і розташовані між Середземним морем на півночі і Сахарою на півдні. Єдиної назви для всієї гірської системи у місцевого населення не існує, є лише назви окремих гірських хребтів і плато. 

## Геологічна будова і рельєф
Найбільші висоти — у Марокко, де Атлас складений складчасто-бриловими, загалом паралельними хребтами (Середній Атлас, Високий Атлас, Антиатлас та ін.), внутрішніми останцевими плато (Високі Плато, Марокканська Месета), денудаційними і акумулятивними рівнинами. Середня висота хребтів 2000—2500 м, найвищі — у Високому Атласі (г. Тубкаль, 4165 м). В зоні Алжиру Атлас звужується і знижується, у Тунісі представлений системою пагорбів Туніського Атласу та низьких гір, які розбиті скидами.
Гори Атлас були підняті на значну висоту найновішими тектонічними рухами, що сталися переважно в кінці палеогену і неогену — тут і дотепер часті землетруси. Атлаські гори складені переважно вапняками, мергелями, строкатими глинами, зустрічаються древні вулканічні породи. Є родовища залізних, свинцево-цинкових, кобальтових (род. Бу-Аззер) та ін. руд, а також поклади фосфоритів, нафти. 

### Гори

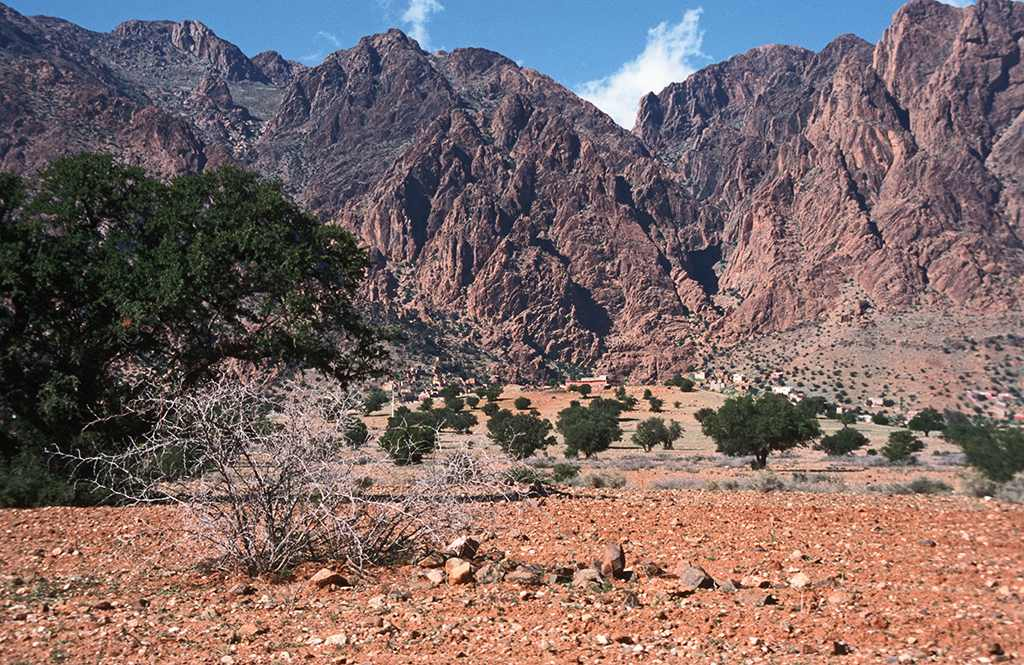
Гори Антиатлас

- Ер-Риф
- Тель-Атлас
- Високий Атлас
- Сахарський Атлас
- Середній Атлас
- Антиатлас

### Рівнини
- Марокканська Месета
- Орано-Алжирська Месета

## Клімат
Атлас розташований у субтропічному поясі. Клімат тут є надзвичайно різноманітним через велику протяжність, складний рельєф та географічне положення гірської системи. Він змінюється від середземноморського на півночі до пустельного на півдні, має виражену висотну поясність у горах.
На північних схилах гір, особливо у хребтах Телль-Атласу та Середнього Атласу, клімат має виразні риси середземноморського типу. Тут спостерігаються м'які вологі зими та тепле сухе літо. Середньорічна температура коливається від +10 до +20 °C, залежно від висоти над рівнем моря. Опади зосереджені переважно в холодну пору року (жовтень — березень) і сягають 600—1000 мм на рік, а в окремих районах Середнього Атласу — навіть більше.
На південних схилах, ближче до пустелі Сахара, клімат набуває напівпустельних та пустельних рис. Тут річна кількість опадів різко зменшується — до 100—300 мм, а літо стає надзвичайно спекотним. Температури влітку часто перевищують +35 °C, а в окремі дні можуть досягати +45 °C. Зими залишаються м'якими, з рідкими нічними заморозками.
У зв'язку з великим перепадом висот (деякі вершини Атласу перевищують 4000 м), у горах чітко виражена висотна поясність клімату. Із підняттям у гори температура знижується приблизно на 0,6 °C на кожні 100 м висоти, а кількість опадів зазвичай збільшується. У Високому Атласі опади можуть досягати 1200 мм на рік, особливо в західній частині. У зимовий період на великих висотах випадає сніг, який може зберігатися протягом кількох місяців. Це характерно передусім для Високого Атласу, де утворюються тимчасові снігові покриви та льодовики. 

## Гідрографія
Атлаські гори є своєрідним гідрографічним бар'єром, який розділяє вологі середземноморські райони північного узбережжя від сухих та посушливих пустельних просторів Сахари на півдні. Цей бар'єр визначає характер водного режиму, живлення річок і наявність поверхневих і підземних вод у регіоні. Гідрографія Атласу відзначається надзвичайною контрастністю: поряд із постійними річками зустрічаються тимчасові водотоки — ваді, а також численні джерела, карстові системи, озера та водосховища. 
Атлаські гори входять до меж трьох головних водозбірних басейнів: 1) Середземноморського басейну — річки, що течуть на північ і впадають у Середземне море (наприклад, річки Мулуя в Марокко, Шеліф в Алжирі);  2) Атлантичний басейн — річки, які течуть на захід до Атлантичного океану (річки Умм ер-Рбія, Себу); 3) Внутрішній пустельний басейн — річки та водотоки, що не досягають моря і втрачаються у пісках Сахари або формують тимчасові озера чи болота (наприклад, ваді Драа, ваді Іґер). 
Основними річками Атлаських гір є:
- Умм-ер-Рбія — одна з найповноводніших річок Марокко, що бере початок у Середньому Атласі (довжина близько 555 км). Річка має змішане живлення, основне з яких — підземне та снігове. У верхів'ях знаходяться численні джерела та водоспади (наприклад, джерело Айн-Султан). Вздовж неї збудовано кілька гідроелектростанцій і водосховищ.
- Себу — одна з найважливіших річок північного Марокко (близько 500 км). Витікає з хребта Ер-Риф, частково перетинає Середній Атлас і впадає в Атлантичний океан. Річка має високий стік протягом року, оскільки її живлять дощі та талі води з гір.
- Шеліф — найдовша, але сезона (із значними коливаннями стоку), річка Алжиру (близько 725 км). Бере початок у горах Тель-Атласу і тече на північний захід до Середземного моря. Її водозбірна система включає численні притоки, що стікають з Високого та Сахарського Атласу.
- Мулуя — одна з найважливіших річок східної частини Марокко (понад 520 км). Починається на схилах Середнього Атласу, перетинає країну і впадає в Середземне море  Має переважно дощове живлення, з піками стоку навесні та восени.
- Драа — найдовша річка Марокко (понад 1100 км), однак більшу частину року її русло залишається сухим, а вода зберігається влітку лише у верхів'ях (приклад ваді). Вона бере початок у Високому Атласі й тече на південь у напрямку Сахари.

У гірських районах Атласу розташовано кілька природних та штучних водойм, які разом із підземними водами мають велике значення для водопостачання, іригації, рибальства та туризму в регіоні:
- Ісіли і Тісліт — гірські озера в районі Імілшиль у Високому Атласі;
- Агельмам Азегза — одне з найбільших гірських озер Середнього Атласу, розташоване в лісовій зоні, багатій на опади;
- Бін ель-Уїдан — водосховище на річці Умм ар-Рбія, одне з найбільших у Марокко;
- Ель-Мансур-ед-Дахбі — водосховище поблизу міста Уарзазат, створене для регулювання вод річки Драа.

## Ландшафти
Рослинність Атлаських гір — від чагарникової, до лісів. Ландшафти північних районів Атласу сильно змінені людиною.
На північних схилах зарості вічнозелених чагарників, кам'яного і коркового дуба, змішаних і хвойних лісів, внутрішні хребти і плато напівпустельні.
Найпоширеніша в Атлаських горах деревна порода — кам'яний дуб, за ним ідуть арган і берберська туя. У Високому Атласі розселилися і споріднені з туєю кипариси і запашний кедр.
До центральної частини Високого Атласу примикає Середній Атлас. Це один із найвологіших районів Атлаських гір. Влітку тут буває жарко — до +30 С. Взимку, головним чином уночі, відчувається легенький морозець. Зимовий день, особливо, якщо світить сонце, загалом досить теплий. Сніг швидко тане.
Віковічні кедрові ліси — одна з головних прикмет Середнього Атласу. Кедри є в горах Ер-Рифу, але там частіше трапляються середземноморська сосна і кам'яний дуб. Тому, коли кажуть про кедрові ліси Атлаських гір, уявляєш тінистий гірський шлях у Середньому Атласі, сонячні галявини, які заросли м'ятою, лавандою, шавлією, прозорі гірські річки, що утворюють каскади водоспадів, блакитні озера, в яких водиться форель.

## Національні парки
Марокко:

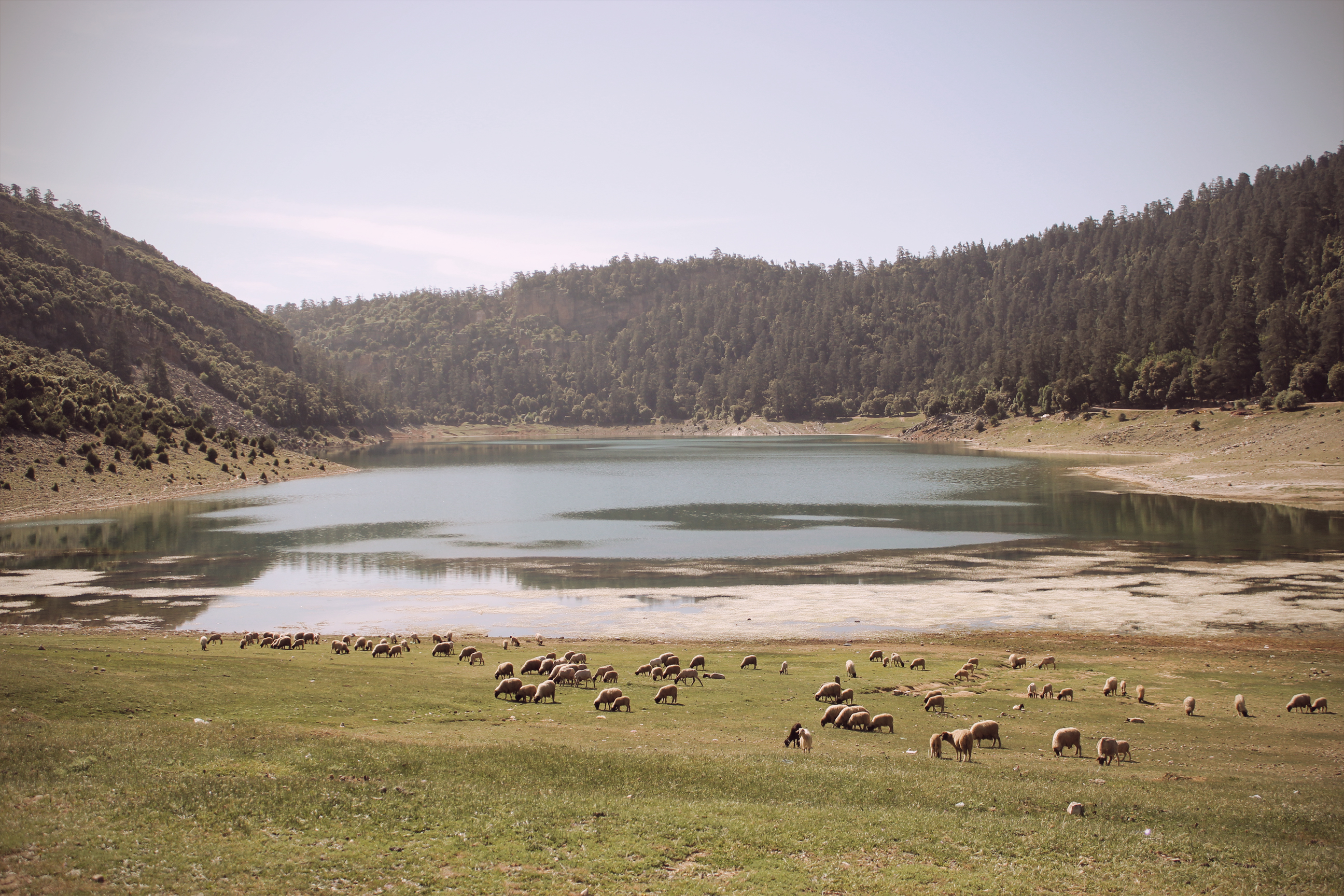
Національний парк Хеніфра (Марокко)

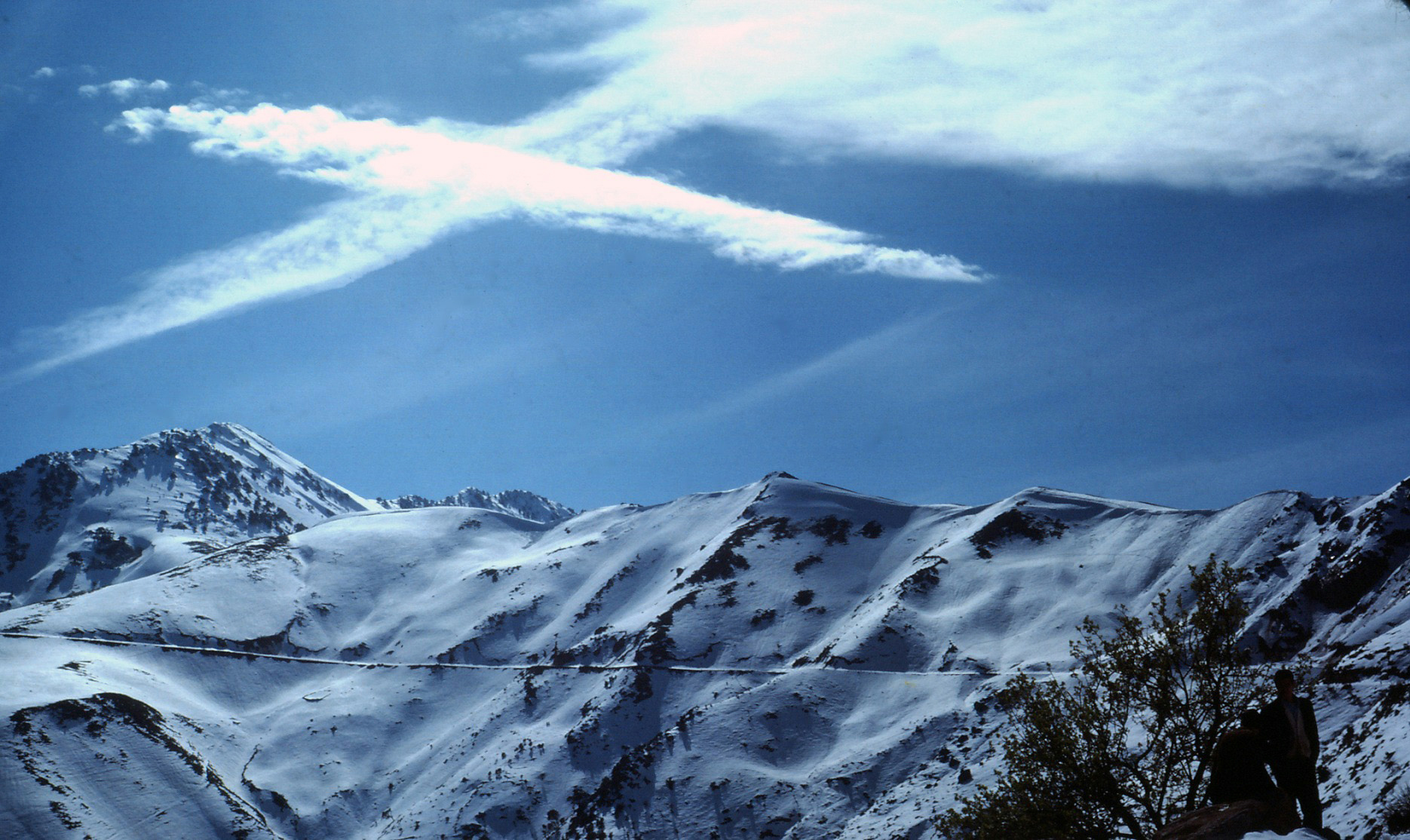
Національний парк Джурджура взимку (Алжир)

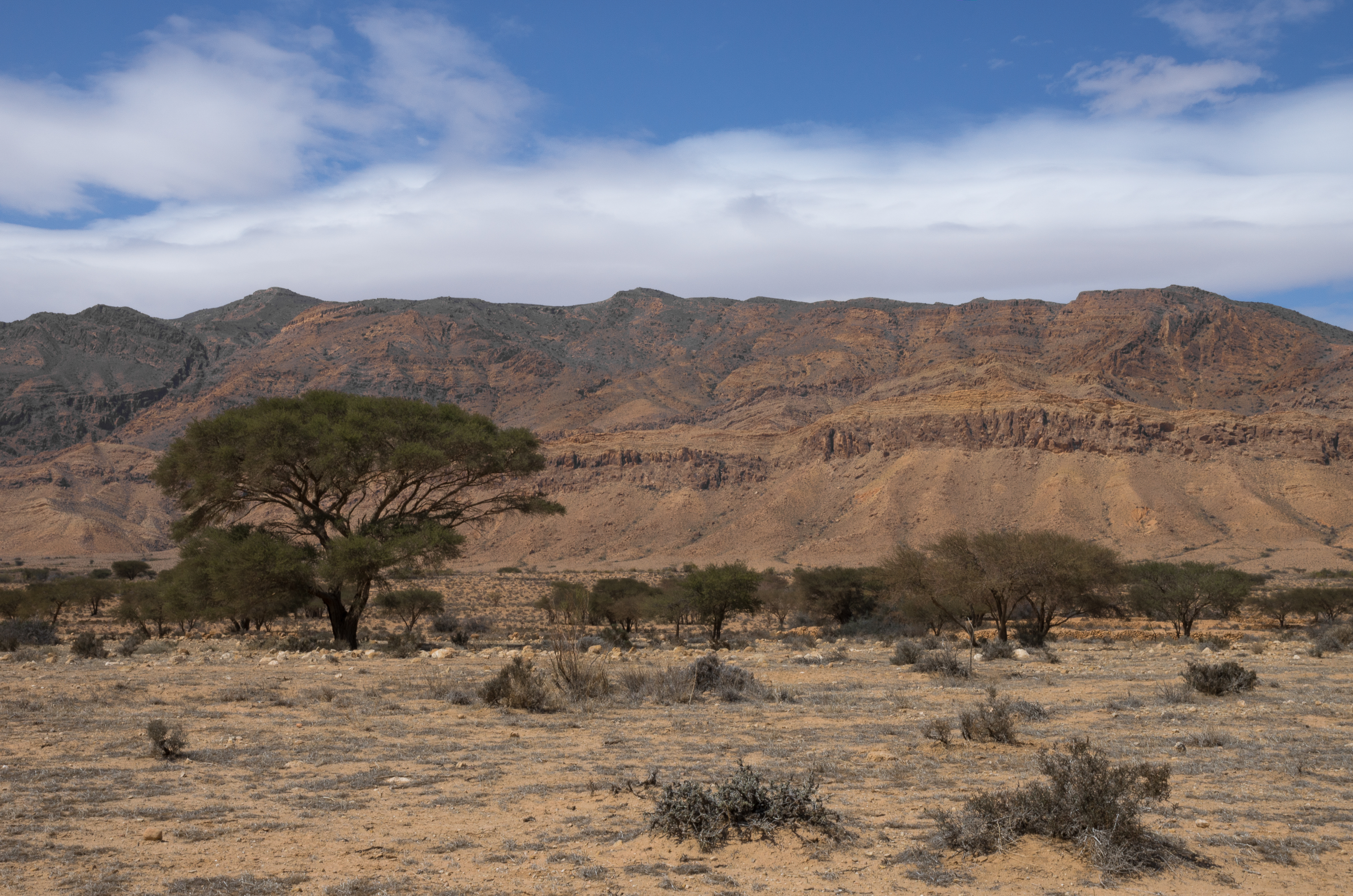
Національний парк Джебель-Бу-Хедма (Туніс)

- Національний парк східного Високого Атласу (490 км²)
- Національний парк Іфран (500 км²)
- Національний парк Ірікі (1230 км²)
- Національний парк Хеніфра (2027 км²)
- Національний парк Тазекка (137 км²)
- Національний парк Тубкаль (380 км²)

Алжир:
- Національний парк Белезма (262,5 км²)
- Національний парк Шреа (260 км²)
- Національний парк  Джебель-Айса (244 км²)
- Національний парк Джурджура (185 км²)
- Національний парк Таза (3,807 км²)
- Національний парк Тенієт-ель-Хад (36,16 км²)
- Національний парк Тлемсен (82,25 км²)

Туніс:
- Національний парк Джебель-Бу-Хедма (164,88 км²)
- Національний парк Букорнін (19,39 км²)
- Національний парк Шамбі (67,23 км²)
- Національний парк Дхомес (80 км²)
- Національний парк Ель-Фейя (26,32 км²)
- Національний парк Джебель-Орбата (57,46 км²)
- Національний парк Джебель-Мгілла (162,49 км²)
- Національний парк Джебель-Серж (17,2 км²)
- Національний парк Джебель-Загдод (17,92 км²)
- Національний парк Джебель-Загуан (20,4 км²)